# Taça dos Campeões Estaduais Rio-São Paulo
De Taça dos Campeões Estaduais Rio-São Paulo was een Braziliaanse voetbalbeker die gespeeld werd tussen de staatskampioenen van de staat São Paulo en de stad Rio de Janeiro tot 1960, daarna de staat Guanabara tot 1975 en daarna de staat Rio de Janeiro. 

## Overzicht
| Jaar | Winnaar          | Uitslag                  | Finalist         | Plaats                                                                                       |
| ---- | ---------------- | ------------------------ | ---------------- | -------------------------------------------------------------------------------------------- |
| 1910 | Botafogo         | 7 - 2                    | AA Palmeiras     | Velódromo Paulistano, São Paulo                                                              |
| 1912 | AA São Bento     | 3 - 0                    | Botafogo         | Campo Público de São Cristóvão, Rio de Janeiro                                               |
| 1913 |                  | Paulistano 3 - 2 America |                  | Velódromo Paulistano, São Paulo (1ste wedstrijd), Tweede wedstrijd nooit gespeeld (2º match) |
| 1914 | AA São Bento     | 1 - 0                    | Flamengo         | Velódromo Paulistano, São Paulo                                                              |
| 1926 | Palestra Itália  | 2 - 0 en 2 - 3           | São Cristóvão FR | onbekend                                                                                     |
| 1929 | SC Corinthians   | 4 - 2, 3 - 2             | Vasco da Gama    | Parque São Jorge, São Paulo en São Januário, Rio de Janeiro                                  |
| 1930 | Botafogo         | 0 - 2, 7 - 1             | SC Corinthians   | Floresta, São Paulo en General Severiano, Rio de Janeiro                                     |
| 1931 | São Paulo FC     | 3 - 1                    | America FC       | Floresta, São Paulo                                                                          |
| 1934 | Palestra Itália  | 1 - 1                    | Vasco da Gama    | onbekend                                                                                     |
| 1936 | America          | 2 - 3, 1 - 0 , 3 - 1     | Portuguesa       | Estádio da Ponte Grande, São Paulo Campos Sales, Rio de Janeiro Campos Sales, Rio de Janeiro |
| 1937 | Vasco da Gama    | 0 - 0, 3 - 1             | Palestra Itália  | onbekend                                                                                     |
| 1941 | SC Corinthians   | 5 - 2                    | Fluminense FC    | Pacaembu, São Paulo                                                                          |
| 1942 | SE Palmeiras     | 3 - 0                    | Flamengo         | Pacaembu, São Paulo                                                                          |
| 1943 | São Paulo FC     | 3 - 0                    | Flamengo         | Pacaembu, São Paulo                                                                          |
| 1946 | São Paulo FC     | 3 - 1                    | Fluminense FC    | Pacaembu, São Paulo                                                                          |
| 1947 | SE Palmeiras     | 2 - 1, 1 - 3, 2 - 1      | Vasco da Gama    | onbekend                                                                                     |
| 1948 | São Paulo FC     | 2 - 1                    | Botafogo         | Pacaembu, São Paulo                                                                          |
| 1953 | São Paulo FC     | 3 - 1, 1 - 0             | Flamengo         | Maracanã, Rio de Janeiro en Pacaembu, São Paulo                                              |
| 1955 | Flamengo         | 2 - 1                    | Santos FC        | Maracanã, Rio de Janeiro                                                                     |
| 1956 | Santos FC        | 4 - 2                    | Vasco da Gama    | onbekend                                                                                     |
| 1957 | São Paulo FC     | 5 - 2                    | Botafogo         | Maracanã, Rio de Janeiro                                                                     |
| 1961 | Botafogo         | 3 - 0                    | São Paulo FC     | Maracanã, Rio de Janeiro                                                                     |
| 1975 | São Paulo FC     | 1 - 0                    | Fluminense FC    | Morumbi, São Paulo                                                                           |
| 1980 | São Paulo FC     | 2 - 1                    | Fluminense FC    | Morumbi, São Paulo                                                                           |
| 1985 | São Paulo FC     | 2 - 2, 2 - 0             | Fluminense FC    | Laranjeiras, Rio de Janeiro en Pacaembu, São Paulo                                           |
| 1986 | Inter de Limeira | 3 - 0                    | Flamengo         | José Levy Sobrinho, Limeira, São Paulo                                                       |
| 1987 | São Paulo FC     | 2 - 1                    | Vasco da Gama    | Maracanã, Rio de Janeiro                                                                     |

1. 1 2 3 4 5 6 7 8  Er bestaan twijfels of het effectief om deze competitie ging of een vriendschappelijke wedstrijd.
2. ↑  Paulistano won de heenwedstrijd, maar de terugwedstrijd werd nooit gespeeld waardoor er geen winnaar uitgeroepen werd